# 2021年美國電影學會獎
2021年美國電影學會獎（英語：American Film Institute Awards 2021）為表彰2021年年度最佳前10大電影與電視劇。2021年12月8日宣布得獎名單，原訂於2022年1月7日在四季酒店位在洛杉磯的比佛利威爾希爾飯店舉行頒獎典禮，但受到COVID-19疫情影響，典禮推遲至3月11日舉行。

## 10大電影
- 《健听女孩》
- 《千萬別抬頭》
- 《沙丘》
- 《王者理查》
- 《甘草比萨》
- 《玉面情魔》
- 《犬山記》
- 《倒數時刻》
- 《馬克白》
- 《西城故事》

### AFI特別獎
- 《贝尔法斯特》
- 《靈魂樂之夏》

## 10大影集
- 《天后與草莓》
- 《女傭浮生錄》
- 《東城奇案》
- 《原鄉之犬（英语：Reservation Dogs）》
- 《歡迎來到施米加多！》
- 《繼承之戰》
- 《泰德拉索：錯棚教練趣事多》
- 《地下鐵道（英语：The Underground Railroad (miniseries)）》
- 《汪達幻視》
- 《白蓮花大飯店》

### AFI特別獎
- 《魷魚遊戲》

## 外部連結
- 官方网站（英文）